# Международная школа бизнеса Хальта
Международная Школа Бизнеса Хальт (ранее известная как «Школа Менеджмента им. Артура Литтла») — школа бизнеса, имеющая кампусы в Бостоне, Сан-Франциско, Лондоне, Дубае и Шанхае. Ассортимента предлагаемых программ включает MBA, Executive MBA, Магистратуру и бакалавриат.

## Рейтинги и Ассоциации
Школа аккредитована Ассоциацией Высших Учебных Заведений Новой Англии ассоциацией MBA. Дипломы Hult также признаются Британским Советом по Аккредитации Иностранных Дипломов о Высшем Образовании. Hult является членом Ассоциации по Развитию Сотрудничества Бизнес-Школ.
Школа заняла 29 место в мировом и 17 в американском рейтинге журнала The Economist, а также 65 место в рейтинге The Financial Times. The Economist так же поставил Hult на первое место по увеличению зарплаты после получения диплома, 92 место по качеству студентов и 100 по качеству преподавателей. The Financial Times оценило Hult, как лучшую школу в отношении культурного разнообразия, пятую в отношении международного бизнеса, шестую в отношении международной мобильности, 92 в рейтинге исследовательской работы, и 99 по качеству преподавательского состава и успешности в поиске работы после выпуска.

## Hult Prize
Школа ежегодно проводит конкурс HULT PRIZE, который направлен на решение глобальных социально-экономических проблем, генерируя идеи и решения представленные студентами со всего мира. Президентом организации является Билл Клинтон, и его Clinton Global Initiative. На этом мероприятии студенческие команды бизнес-школ со всего мира предлагают потенциальные решения для социально-экономического развития регионов, где проводится конкурс HULT PRIZE. Конкурсные регионы включают Лондон, Бостон, Сан-Франциско, Дубай и Шанхай. Команда победителя получает 1 миллион долларов на дальнейшее развитие проекта. Ежегодный конкурс затрагивает разные социальные проблемы, такие как доступность образования, борьба с голодом и с загрязнением окружающей среды, и т. п. В 2012 году HULT PRIZE при поддержке глобальных некоммерческих организаций One Laptop Per Child, SolarAid и Habitat for Humanity проводит конкурс с темой «Глобальный Кризис Бедности».
Бывший президент США Билл Клинтон был и является действующим докладчиком HULT PRIZE.

## Направления обучения
- Global One-Year MBA;
- Global Executive MBA:
- Master of International Business;
- Master of International Marketing;
- Master of Finance;
- Master of International Banking;
- Master of Business Statistics;
- Master of Disruptive Innovation;
- Bachelor of Business Administration.